# Aeroportul Malanje
Aeroportul Malanje (IATA: MEG, ICAO: FNMA) este un aeroport din Malanje, Provincia Malanje, Angola.
Situat la o altitudine de 1.179 m, aeroportul dispune de o singură pistă.